# 헬레나 보넘 카터
헬레나 보넘 카터(영어: Helena Bonham Carter, CBE, 1966년 5월 26일 ~ )는 잉글랜드의 배우이다.
데뷔작은 K. M. 페이턴(K. M. Peyton)의 동명 소설을 바탕으로 한 《A Pattern of Roses》이며, 이후 《레이디 제인》에서 첫 주연을 맡게 되었다. 대표적인 배역으로는 《파이트 클럽》에서 맡은 '말라 싱어', 《해리 포터》 시리즈에서 맡은 '벨라트릭스 레스트랭' 등이 있으며, 《스위니 토드: 어느 잔혹한 이발사 이야기》에서는 '넬리 러벳 부인' 역할을 맡아 골든 글로브상에 후보 지명되었다.
남편인 영화 감독 팀 버튼의 영화들에 자주 출연하였고, 팀 버튼의 2010년 개봉작 《이상한 나라의 앨리스》에서는 조니 뎁 등과 함께 '붉은 여왕' 역으로 출연했다. 팀 버튼과는 2014년 결별했다.
헬레나 보넘 카터는 《킹스 스피치》에서 엘리자베스 보우스라이언 역할을 맡았고, 2010년에 이 작품으로 영국 아카데미 영화상 여우조연상을 받고 아카데미 여우조연상에 후보 지명되었다.

## 출연 작품
- 킹스 스피치 - 퀸 엘리자베스 역
- 파이트 클럽
- 이상한 나라의 앨리스
- 해리 포터와 불사조 기사단
- 해리 포터와 혼혈 왕자
- 해리 포터와 죽음의 성물 1부
- 해리 포터와 죽음의 성물 2부
- 전망 좋은 방
- 도브
- 프랑켄슈타인
- 혹성탈출
- 스위니 토드: 어느 잔혹한 이발사 이야기
- 빅 피쉬 - 제니 / 마녀 역
- 유령 신부: 유령신부/에밀리역
- 찰리와 초콜릿 공장
- 다크 섀도우 - 줄리아 호프만 역
- 레 미제라블 - 테나르디에 부인 역
- 론 레인저
- 스피벳: 천재 발명가의 기묘한 여행 - 클레어 박사 / 엄마 역
- 버튼 앤 테일러 - 엘리자베스 테일러 역
- 턱스 & 케이커스
- 솔팅 더 배틀필드
- 신데렐라
- 거울 나라의 앨리스
- 대마법사 멀린
- 폴스 아파트
- 오션스8 - 로즈 역
- 캡틴 스터비 - 마가렛 콘로이 역 (목소리)
- 드래곤하트 - 벤전스 - 시베스 역 (목소리)
- The Gruffalo - Mother Squirrel 역 (목소리)
- 에놀라 홈즈 - 유도리아 홈즈 역
- 에놀라 홈즈 2 - 유도리아 홈즈 역

## 서훈
- 2012년 대영 제국 훈장 3등급(CBE) 수훈[1]